# Народная 7Я семья
«Народная 7Я семьЯ» — бывшая российская сеть продовольственных магазинов. Управляющая компания — Интерторг. Ей принадлежали сети магазины «Идея», «Народная 7я Семья», «Спар» в Северо-Западном регионе (по франшизе). Основана в 2003 году. Прекратила существование  в декабре 2019 года

## История
ООО «ТД Интерторг» в 2004 году запустило сеть универсамов «Народная 7Я семьЯ», а через несколько лет — сеть супермаркетов «ИдеЯ». Первый универсам «Народная 7Я семьЯ» был открыт в апреле 2004 года в Санкт-Петербурге. В декабре 2011 года началось развитие сети супермаркетов «SPAR» (по франшизе). В мае 2012 года под управление ООО «ТД Интерторг» перешла сеть универсамов «НОРМА». Часть универсамов работает под названием «Большая семья». В декабре 2019 года сеть начинает закрытие всех своих магазинов. 19 декабря был «последний день торговли», товары продавались со скидкой 30-50 %. 20 декабря 2019 года были закрыты последние магазины сети универсамов «Народная 7Я семьЯ».

## Деятельность
Торговая сеть насчитывает 12 супермаркетов «ИдеЯ», и 402 универсама «Народная 7Я семьЯ», 4 супермаркета «SPAR» и 21 универсам «НОРМА». В городе Санкт-Петербург и Ленинградской области располагаются 152 универсама «Народная 7Я семьЯ», 7 универсамов — в Великом Новгороде, 14 — в Москве, 25 — в Республике Карелия, 9 — в Вологодской области, 23 — в Мурманской области. 11 супермаркетов «ИдеЯ» располагаются в Санкт-Петербурге и 1 — в Череповце Вологодской области. 21 универсам «НОРМА» располагаются в городе Санкт-Петербург и Ленинградской области. 4 супермаркета «SPAR» в Мурманске.